# L&PM Editores
L&PM Editores é uma editora de livros brasileira, localizada em Porto Alegre. Foi fundada em 1974, por Paulo de Almeida Lima, o "L" da sigla "L&PM", e Ivan Pinheiro Machado, o "PM".

## História
No início, destacou-se pela sua posição de confronto com a ditadura militar e a publicação de alguns clássicos da resistência democrática nos anos 70. Seu primeiro lançamento trazia as tiras do personagem Rango, símbolo da resistência à ditadura militar, criado por Edgar Vasques. No ano seguinte, em 1975, o político Paulo Brossard publicou o livro É Hora de Mudar, dando projeção em âmbito nacional para a L&PM.
Outros acontecimentos ajudaram a tornar a empresa conhecida fora do Rio Grande do Sul e um deles foi o lançamento de uma obra de Millôr Fernandes, primeiro autor de fora do estado a apostar na editora. Josué Guimarães, autor gaúcho que já era bastante conhecido, escolheu a nova editora para a publicação de É Tarde para Saber, um sucesso de vendas. Até mesmo Woody Allen, em 1979, rendeu lucro aos editores com a tradução de Cuca Fundida. Em 1981, a fama da L&PM aumentou com Luis Fernando Verissimo e O Analista de Bagé, seu primeiro texto de destaque.
A maioria dos autores gaúchos com algum sucesso nacional nos últimos 30 anos foram publicados pela L&PM, entre eles, Tabajara Ruas, Mario Quintana, Caio Fernando Abreu, Martha Medeiros, Luiz Antonio de Assis Brasil e Moacyr Scliar. A exceção foi Lya Luft, que já era ligada a outra editora mas, mesmo assim, ela fez algumas traduções para a editora.
Na década de 1990, quando o cenário econômico era de recessão e as multinacionais invadiam o mercado editorial, a L&PM também esteve em baixa, atravessando sua pior fase. Nesse momento, em 1997, a editora iniciou o projeto da coleção L&PM Pocket, de livros de bolso. A boa ideia salvou a empresa da crise e corresponde, na atualidade, ao seu projeto mais importante. Possui atualmente a maior coleção de livros de bolso do Brasil, prevendo a publicação de 100 títulos ao ano e reúne um amplo painel de literatura clássica e moderna, brasileira e estrangeira, além de sub-séries de gastronomia, comportamento e saúde.
A Editora também publica compilações do tipo brochuras de tiras em formato menor que o formatinho, o chamado "Formato A" (10,5 x 17,5 cm) dos livros de bolso, um título que foge a essa regra é Peanuts Completo que foi publicado em um formato maior (21 x 17 cm).

## L&PM Pocket Mangá
Em fevereiro de 2011, a editora anunciou que assinou contrato com a editora japonesa Shogakukan para a publicação de dois títulos de mangá no formato de bolso (tankōbon): Solanin, de Inio Asano, e Bōken Shōnen, de Mitsuru Adachi, previstos para serem lançados no segundo semestre do mesmo ano. Em julho de 2013, anunciou o lançamento de dois mangás da série Manga de Dokuha, que lança em formato de mangá clássicos da literatura mundial, da editora East Press baseados em Hamlet e A Arte da Guerra. Em seguida, em setembro Assim Falou Zaratustra, O Grande Gatsby, O Contrato Social, A Metamorfose, Manifesto do Partido Comunista, Em Busca do Tempo Perdido e Ulisses foram anunciados.
| Lançamento                | Obra                               | Autor                        | Status    | Vol. | Ref.         |
| ------------------------- | ---------------------------------- | ---------------------------- | --------- | ---- | ------------ |
| Novembro–Dezembro de 2011 | Solanin                            | Inio Asano                   | Concluído | 2    | [ 9 ] [ 10 ] |
| Novembro de 2011          | Aventuras de Menino (Bōken Shōnen) | Mitsuru Adachi               | Concluído | 1    | [ 11 ]       |
| 2013                      | Hamlet                             | William Shakespeare          | Concluído | 1    | [ 12 ] [ 8 ] |
| 2013                      | A Arte da Guerra                   | Sun Tzu                      | Concluído | 1    | [ 13 ] [ 8 ] |
| Outubro de 2013           | Assim Falou Zaratustra             | Friedrich Nietzsche          | Concluído | 1    | [ 14 ]       |
| Outubro de 2013           | O Grande Gatsby                    | F. Scott Fitzgerald          | Concluído | 1    | [ 15 ]       |
| Dezembro de 2013          | A Metamorfose                      | Franz Kafka                  | Concluído | 1    | [ 16 ]       |
| Dezembro de 2013          | Manifesto do Partido Comunista     | Karl Marx e Friedrich Engels | Concluído | 1    | [ 17 ]       |